# CB90攻擊快艇
CB90（瑞典語：Strb 90 H，意为战船 90H（英語：Combat Boat 90H），「90」代表服役年代，「H」则代表「一半」(Half)，代表该船一次能夠运送和部署一半处于全副武装状态的两栖步兵排（一个排36人））是一款最初为瑞典海军设计及建造的多用途快艇。至今，除了瑞典海军的初始型船只，挪威、希腊、墨西哥、美国、马来西亚和德国海军均裝備了CB90的各種衍生型（比如挪威裝備s90u、墨西哥裝備CB90的裝甲船版）。同时德国也计划在柏林级补给舰上配备CB90船只。
CB90是一款非常快速和敏捷的船，能夠以极高的速度急转弯，亦能夠从最高航速以2.5倍船身距离减速至完全停止。船只重量轻且吃水浅，两个水射流喷射泵可以使它在浅海沿岸水域的航速高达74公里每小时。

## 历史
1988，达克史达瓦贝特赢得了对老化的TPBS200型船只改造创建的竞争并且公布了两个原型船只的設計方案。其舷号分別爲801和802，1989年两艘船只的水面试验完成后，瑞典海军在1990年六月訂購了120艘這樣的船隻。
1996年初，挪威皇家海军对船只进行了90小时的测试评估后随即购买了20艘，版本为CB90N。
1999到2001间，墨西哥海军先后订购了40艘CB90HMN版本的船只，并且在2002取得生产许可。现在墨西哥已有8艘同级船隻是自己建造的。
2002，由于现代科技的发展，最初的STRB90E原型船只几乎完全被淘汰。瑞典海军随即订购了27艘CB90不同类型的改型，例如strB-90-HS核生化装甲船只，用于国际维和行动。除了加装装甲之外，船只改变了内部制冷结构和燃料冷却系统，加装220V发电机和更强大的引擎。
德国水警从达克史达瓦贝特公司租用了一艘90H武装攻击艇，以用於于海利根达姆第三十三届八国集团首脑会议的安保上。
2007年7月，美国海军远征作战指挥部（NECC）指定测试CB90改型并且以此作为河川部队的指定船只。
2009年6月，一位来自阿布扎比匿名的买家购买了两艘豪华的CB90民用版。
2010年，达克史达瓦贝特对CB90的改型在荷兰和英国海军船坞登陆平台的吊艇架上进行了六个月的试验，荷兰皇家海军将其在两栖部队中部署。
2013年佩拉造船厂在圣彼得堡附近推出一款由俄罗斯建造的03160“猛禽”项目，但该船与CB90惊人的相似，并且没有迹象表明达克史达瓦贝特参与或者授权俄罗斯制造该船只。

## 船只改型
- Strb90-L中央指挥艇
- Strb90-KompL通信控制艇
- Strb90-HS补给救援艇
- Strb90-H巡逻艇

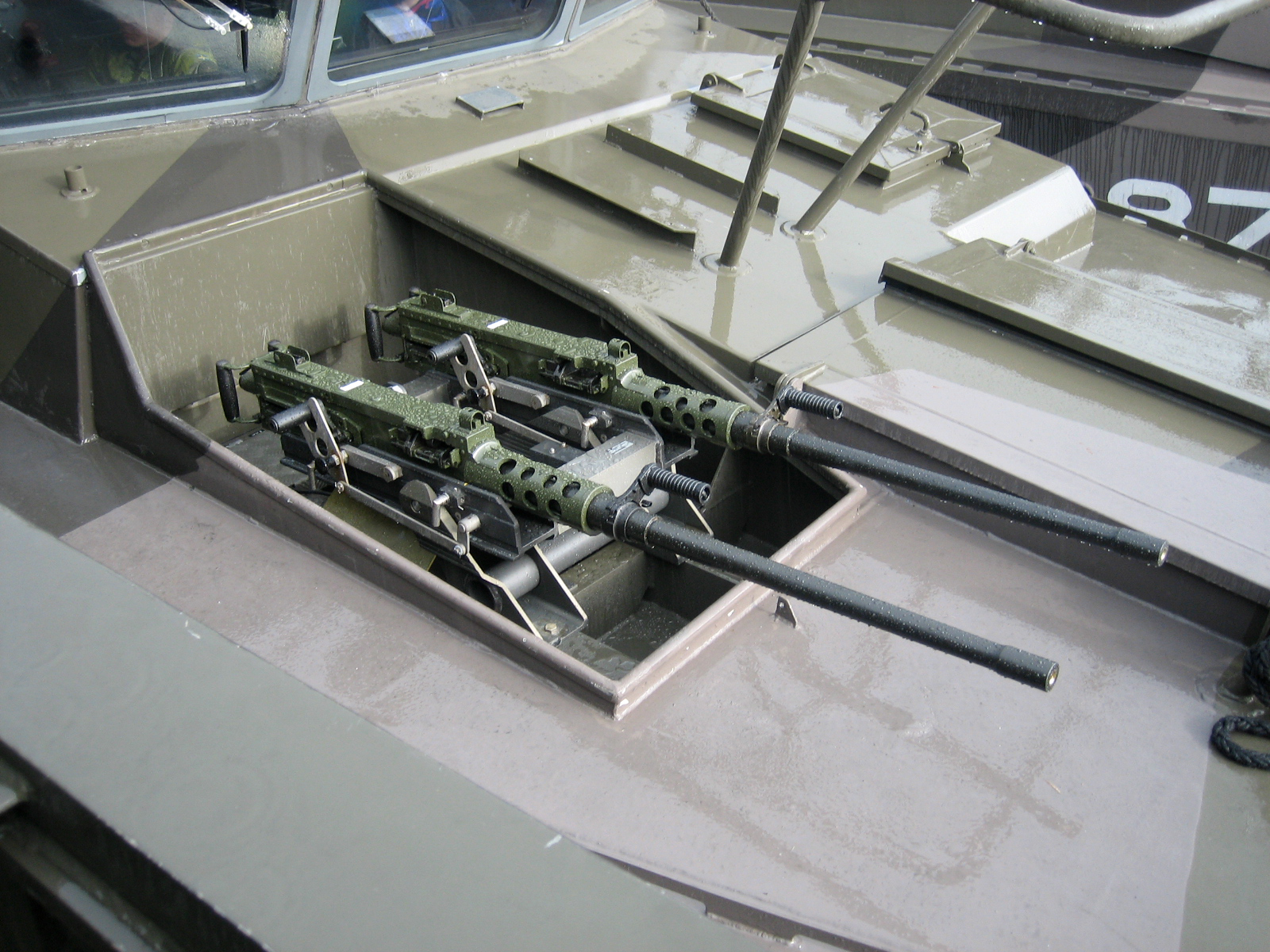
两门装载高爆弹的勃朗宁M2重机枪

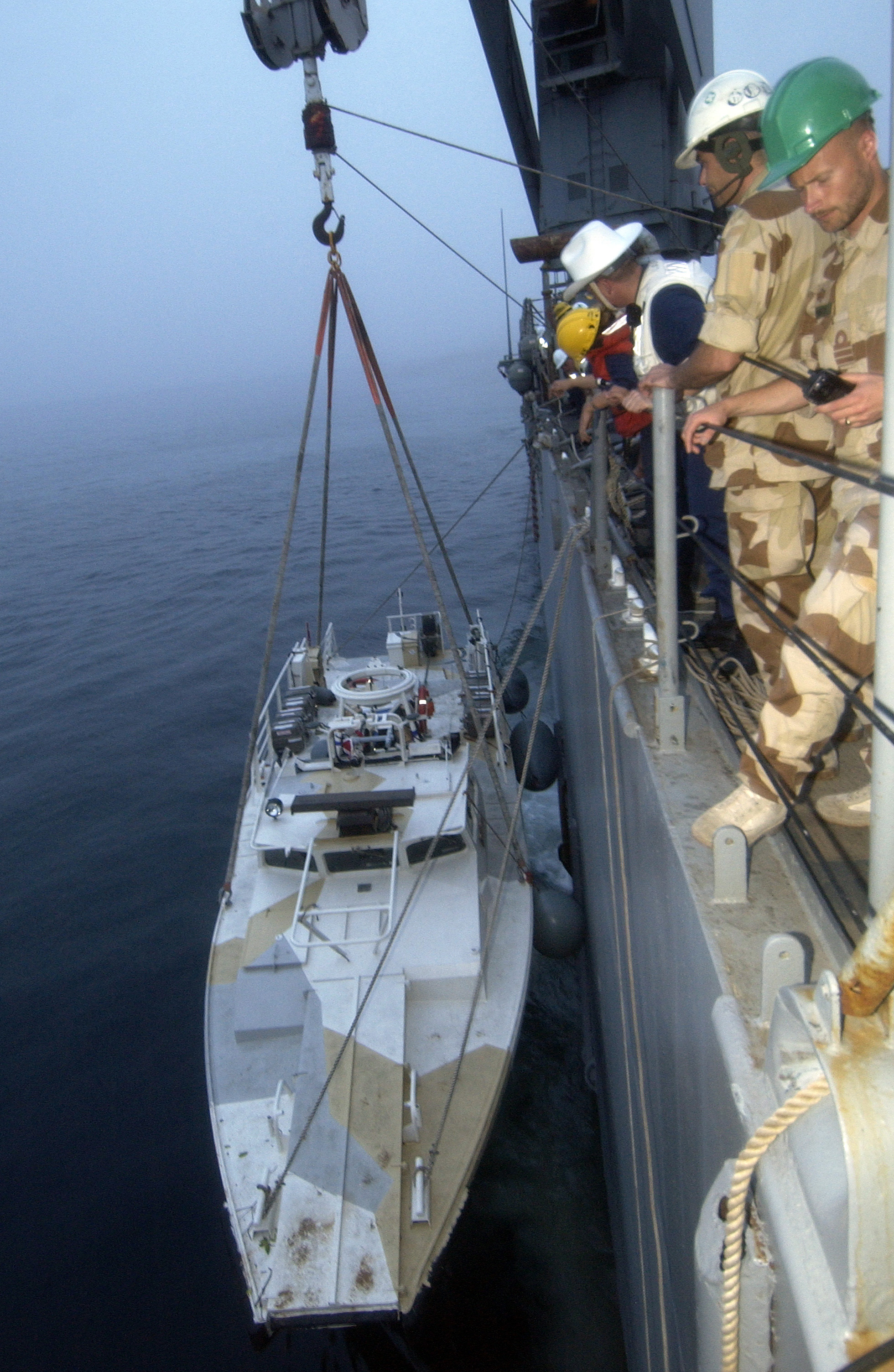
悬挂的S90N

- SPOOU-Strb90-H挪威皇家海军定制版
- Strb90-N快速攻击艇
- RCB-90（Riverine Command Boat）河川指挥艇
- RAB-90（Riverine Assault Boats）河川攻击艇
- RPB-90（Riverine Patrol Boats）河川巡逻艇

## 装备国家

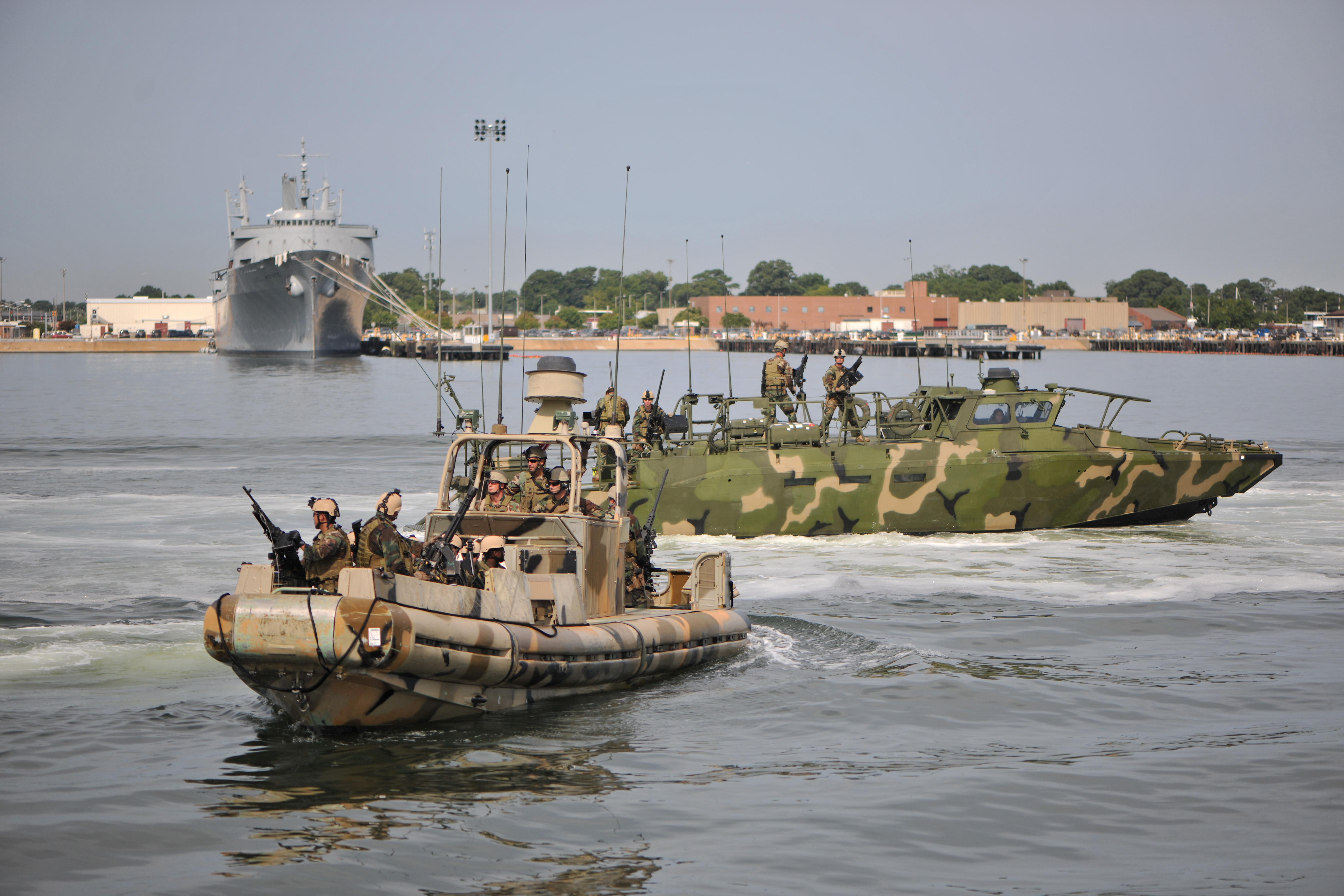
美国海军河川部队，2011

希腊
希腊海岸警卫队：3
 马来西亚
马来西亚海军：5艘CB90，12艘CB90HEX
 墨西哥
墨西哥海军：48
 挪威
挪威皇家海军：20
 瑞典
瑞典皇家海军：200
 美国
美国海军河川部队：6

## 事故
2016年1月12日伊朗军方在波斯湾海域扣押了两艘隶属于美国海军河川部队的RCB-90河川指挥艇（舷号RCB802、RCB805）和10名美海军士兵。该意外事件发生在波斯湾上的法尔斯岛附近，其中一艘小艇发生机械故障搁浅。1月13日，伊朗伊斯兰革命卫队称，经调查后确定巡逻艇是因为机械故障才闯入伊朗水域，并非故意驶入，不涉及间谍活动，因此在美方道歉后释放了被扣押的美国海军舰艇上的10名美国水兵，并将其送至国际水域。不过，美国副总统拜登否认道歉，指伊朗放人是根据标准航海惯例，也无需要道歉。一位没有透露姓名的美国官员向美联社透露美国国务卿克里为解决这一问题，亲自同伊朗外交部长扎里夫取得了联系，并“努力与伊朗外长在这个问题上达成一致”，事后克里及国防部长卡特对美军人员获释感到高兴。

## 流行文化
- CB90的改型RCB-90河川指揮艇（搭配作為兩舷機槍的M134迷你砲機槍，第2及第3乘员武器）在2013年第一人称射击游戏（Battlefield 4）中以美國海軍陸戰隊攻擊快艇之姿出現。